# Silvana La Spina

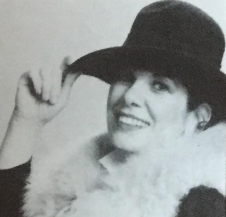
Silvana La Spina, 1993

Silvana La Spina (* 1945, Galliera Veneta, Provinz Padua) ist eine italienische Schriftstellerin und Journalistin, die in ihrem Heimatland vor allem für ihre auf Sizilien spielenden Kriminalromane bekannt ist.

## Leben
Silvana La Spinas genaues Geburtsdatum ist unbekannt. Sie wurde 1945 als Tochter eines Sizilianers und einer Venezianerin in Galliera Veneta geboren. Noch als Kind verließ sie mit der Familie Norditalien und zog in das sizilianische Städtchen Ramacca in der Provinz Catania. In ihrer Jugend verbrachte sie einige traumatische Jahre in einem Dominikanerinnenkolleg in Acireale. Mit 18 Jahren floh sie von zuhause und verheiratete sich. Die Ehe wurde später von der Römischen Rota annulliert. La Spina arbeitete lange als Lehrerin für Literatur, ehe sie 1987, mit 42 Jahren, erfolgreich mit dem Kriminalroman Morte a Palermo („Tod in Palermo“), der stark von Leonardo Sciascia beeinflusst war, debütierte. Bis heute hat sie 20 Bücher veröffentlicht. 1998 gewann sie den Premio Grinzane Cavour für L’amante del Paradiso („Der Liebhaber des Paradieses“), 2001 den Premio Vittorini für La creata Antonia („Die erschaffene Antonia“). 2006 schrieb sie in drei Tagen das Pamphlet La mafia spiegata ai miei figli (e anche ai figli degli altri) („Die Mafia, meinen Kindern und auch den Kindern anderer erklärt“). Auch wenn sie inzwischen nicht mehr auf Sizilien, sondern hauptsächlich in Mailand wohnhaft ist, bleibt die Insel Schauplatz ihrer Romane und Erzählungen.

„La Sicilia è il centro gravitazionale della mia ispirazione. Ma funziona meglio quando me ne allontano. Anche se poi me la trovo sempre tra i piedi.“

„Sizilien ist das Gravitationszentrum meiner Inspiration. Es funktioniert aber besser, wenn ich ihm fernbleibe. Auch wenn es mir immer wieder in die Quere kommt.“

La Spinas Werke wurden bislang nie ins Deutsche übersetzt.

## Werke
- Morte a Palermo, 1987
- L'ultimo delitto di madame, 1987
- Scirocco e altri racconti, 1992
- L'ultimo treno da Catania, 1992
- Quando Marte è in capricorno, 1994
- Un inganno dei sensi malizioso, 1995
- Bellarosa, 1997
- L'amante del paradiso, 1997
- Penelope, 1998
- La creata Antonia, 2001
- La mafia spiegata ai miei figli (e anche ai figli degli altri), 2006
- Uno sbirro femmina, 2007
- La bambina pericolosa, 2008
- Un cadavere eccellente, 2011
- La continentale, 2014
- L'uomo che veniva da Messina, 2015
- L'uomo del Viceré, 2021
- Angelica, 2022
- L’uomo di zolfo. Il romanzo di Luigi Pirandello, 2023
- L’ombra dei Beati Paoli, 2024